# Петар Пекић
Петар Пекић (Фелшесентиван, 26. јун 1896 — Загреб, 5. децембар 1965) био је хрватски публициста, књижевник и преводилац.

## Биографија
Потекао је из буњевачке сељачке породице из Фелшесентивана код Баје.
Био је члан депутације која је по налогу владе Краљевине СХС октобра 1919. поднела Мировној конференцији у Версају Цвијићев меморандум у коме се тражило да се Бајски троугао и Барања са Мохачем предају Краљевини СХС.
После евакуације Барање и Бајског троугла, добио је место општинског бележника у Риђици. У истом својству и у истом месту је 22. марта 1922. дочекао међународну комисију која је била одређена да повуче коначну границу између Краљевине СХС и Мађарске.
Писао је поезију и прозу, преводио са француског и на француски (Мажуранићев спев Смрт Смаил аге Ченгића), а окушао се и на историји Војводине и бачких Буњеваца и Шокаца.
Крајем 1925. запослио се у Градској библиотеци у Суботици, у којој је радио као контрактуални библиотекар (библиотекар по уговору) док није добио отказ почетком 1930. Посао је наводно изгубио због књиге „Повијест Хрвата у Војводини“ (1930), у којој је критиковао локалну власт у Суботици.
Године 1936. изабран је у „Одбор за прославу 250. годишњице доласка једне групе Буњеваца и преузимања власти у Суботици“.
Године 1937 се преселио у Загреб.
Био је активан и у НДХ. Прилоге је објављивао у листу Друштва бачких Хрвата, Класје наших равних (1942-44), и Даници, календару за 1945. Године 1942. је објавио књигу „Постанак Независне Државе Хрватске“ која је повучена из продаје јер у њој није довољно наглашена улога усташког вође Анта Павелића у развоју усташког покрета.

## Дела
- Povijest Hrvata u Vojvodini od najstarijih vremena do 1929. (1930)
- Vae victis : ili pobijanje kritike dra Dušana Popovića i Vase Stajića (1930)
- Propast Austro-Ugarske Monarhije : i postanak nasljednih država (1937)
- Povijest oslobođenja Vojvodine (1939)
- Postanak Nezavisne Države Hrvatske. Borba za njeno oslobođenje i rad na unutrašnjem ustrojstvu (1942)
- „Povijest Bunjevaca”, у: Hrvatska enciklopedija, Zagreb, 1942, sv. III. стр. 518—519.